# Luật La Mã
Luật La Mã là hệ thống pháp luật của La Mã cổ đại, phát triển qua nghìn năm luật học, từ Thập nhị Bảng (khoảng năm 449 TCN), đến bộ luật Pháp điển Dân sự (529 CN) do Hoàng đế Đông La Mã Justinianus I ban hành. Luật La Mã tạo nên khuôn khổ cơ bản cho luật dân sự, hệ thống luật được sử dụng phổ biến nhất hiện nay.
Trong khi rất nhiều thành tựu của thời kỳ Cổ đại có nguồn gốc từ người Hy Lạp và chỉ được người La Mã tiếp nhận thì Luật La Mã là một sáng tạo nguyên thủy của người La Mã không có gương mẫu Hy Lạp. Thế nhưng việc sử dụng các khái niệm và mẫu mực lý luận từ triết học Hy Lạp trong phát triển của ngành luật học La Mã đã đóng một vai trò quan trọng.

## Luật La Mã thời Cổ đại
Đầu tiên, Luật La Mã là luật được hình thành từ việc hành luật lâu năm theo tập quán không có luật viết. Một trong những tác phẩm luật ra đời sớm nhất là Bộ luật 12 bảng (tiếng La Tinh: lex duodecim tabularum), thành hình vào khoảng năm 450 trước Công Nguyên.
Ngành luật học La Mã đạt đến đỉnh cao nhất trong những thế kỷ đầu tiên của thời kỳ đế quốc (thế kỷ thứ 1 đến thế kỷ thứ 3). Trong thời gian cuối của thời Cổ đại các học thuyết của ngành luật học cổ điển này có nguy cơ bị lãng quên. Để chống lại xu hướng đó Hoàng đế Justinian I đã ra lệnh sưu tập lại các bản văn luật cũ. Tác phẩm luật mà sau này được biết đến dưới tên Corpus Iuris Civilis bao gồm các quyển sách dạy về luật (công bố năm 533), tập san các bài văn của các luật gia La Mã (tiếng La Tinh: digesta hay pandectae), các đạo luật do hoàng đế ban hành (Codex Iustinianus, công bố năm 534) và các đạo luật đã được sửa đổi bổ sung (novellae).

## Thời kỳ Trung Cổ và Hiện đại
Trong Đế quốc Byzantine bộ luật của Justinian vẫn là cơ sở cho việc thực thi luật pháp. Trong thế kỷ thứ 9 Hoàng đế Leo VI (886–912) cho ra đời bộ luật Byzantine mà về cơ bản là từ bản dịch ra tiếng Hy Lạp của Codex Iustinianus và các digesta.
Thế nhưng Luật La Mã đã đi vào lãng quên trong Tây Âu trong thời gian đầu của thời Trung cổ. Đặc biệt là người ta không còn biết đến các digesta nữa. Vào khoảng năm 1050 các bản văn này được tái khám phá. Bắt đầu từ thời điểm này các luật gia người Ý là những người đầu tiên tiếp tục dựa vào Luật La Mã mà trường luật của họ tại Bologna đã phát triển thành một trong những trường đại học đầu tiên của châu Âu. Những người bình chú dân luật (glossator) diễn giải và hiệu chỉnh lại các bài văn theo nhu cầu và phương pháp đương thời. Sau đấy những người bình luận (commentator) biên soạn các bài văn về luật thành thành những tác phẩm mang tính thực tiễn.
Khi chính thể chuyên chế và thời kỳ Khai sáng bắt đầu, luật tự nhiên lại chiếm vị trí nổi bật. Vào đầu thế kỷ 19, cùng với Trường phái Luật lịch sử mà người đại diện nổi bật là Friedrich Karl von Savigny, người ta lại bắt đầu quay lại với Luật La Mã. Ngay các bộ luật dân sự hiện đại - như Bộ luật Dân sự Đức và Bộ luật Dân sự Áo trong văn bản đầu tiên – cũng thành hình trước tiên là từ Luật La Mã.

## Chủ thể
- Chủ thể của luật La Mã rất hạn chế. Địa vị pháp lý của chủ thể là không bình đẳng. Chủ thể của luật La Mã trực tiếp tham gia vào các quan hệ mà bản thân của họ có các quyền và nghĩa vụ và đồng thời họ phải gánh chịu trách nhiệm trong việc thực hiện các quyền và nghĩa vụ đó.

### Năng lực pháp luật
- Chủ thể của luật La Mã phải là:
+ Công dân La Mã
+ Phải là người tự do
+ Gia chủ (người chủ gia đình)

### Năng lực hành vi
- Năng lực hành vi là năng lực của cá nhân, căn cứ vào độ tuổi và khả năng nhận thức. Luật La Mã quy định các mức độ năng lực hành vi:
+ Không có năng lực hành vi: là những người dưới 7 tuổi và những người điên. Những người này không được phép tham gia vào các quan hệ kể cả các quan hệ mang lại lợi ích cho họ ngoại trừ thừa kế.
+ Năng lực hành vi một phần: Nữ từ 7 đến 12 tuổi, nam từ 7 đến 14 tuổi và không bị điên: Những người này được tham gia vào tất cả giao dịch dân sự cho riêng mình, có lợi cho mình mà không phải gánh chịu nghĩa vụ. Nhưng đối với các giao dịch làm phát sinh hay chấm dứt một quyền tài sản thì phải có sự chứng nhận của người giám hộ.
+ Năng lực hành vi đầy đủ: Nữ đủ 12 tuổi, nam đủ 14 tuổi và không bị điên: Những người này có năng lực hành vi đầy đủ nhưng nếu họ vẫn con phụ thuộc vào người giám hộ thì đối với những quan hệ làm giảm tài sản tăng nghĩa vụ phải có sự chứng nhận của người giam hộ. Tất cả những người trên 25 tuổi được tham gia vào tất cả các quan hệ.

### Địa vị pháp lý của công dân La Mã
Công dân La Mã là những người có quốc tịch La Mã. Quốc tịch La Mã được xác lập trong các trường hợp sau:
- Được sinh ra từ công dân La Mã
- Trả tự do cho nô lệ từ công dân La Mã
- Tặng danh hiệu công dân La Mã cho người nước ngoài.
Những người có quốc tích La Mã có đầy đủ các quyền tài sản, nhân thân ngoài các quyền chính trị. Quốc tịch La Mã có thể bị tước bỏ trong các trường hợp: Những người phạm trọng tội, những người bị kết án tù chung thân hay tử hình, những người bị xung làm nô lệ, bị bắt làm tù binh.
- Người Latinh, người ngoại quốc: Người La tinh và người La Mã sống gần nhau, nhưng Nhà nước của người La Mã hình thành sớm hơn. Thế kỉ I TCN, chiến tranh giữa La Mã và người Phổ nổ ra, người La Mã và người La tinh cùng với ngoại quốc sống trên lãnh thổ đả liên kết với nhau. Dần dần sau đó, Nhà nước La Mã cho phép người La tinh và người ngoại quốc được gia

```
nhập quốc tịch La Mã.
```

Từ thế kỉ III, SCN nhà nước La Mã ban hành luật Jusgentium ap dụng cho tất ca mọi người.
- Nông nô, tá điền:

Về nguyên tắc, nông nô, tá điền là những người tự do,tá điền là những người có nhà cửa nhưng không có ruộng đất nên phải thuê đất và phải nộp thuế. Nô lệ là những người không có nhà cửa và cũng không có ruộng đất nên họ phải làm thuê cho chủ và phải hoàn toàn phụ thuộc vào chủ cũ, họ không được thưa kiện và phải cấp dưỡng cho chủ cũ trong trường hợp chủ cũ bị phá sản. Nông nô, tá điền về nguyên tắc bình đẳng với các chủ thể khác nhưng trên thực tế tham gia vào các quan hệ rất hạn chế vì họ không có tài sản.
- Pháp nhân: Sự phát triển rực rỡ về kinh tế - văn hóa của người La Mã đã làm xuất hiện nhiều nghề nghiệp mới cùng với sự xuất hiện của đạo Thiên Chúa trên lãnh thổ La Mã, làm xuất hiện nhiều nhà thờ và các công trình khác như rạp hát, rạp xiếc, nhà trò, các tập đoàn mai táng, các tổ chức có tài sản riêng,nhân danh mình vào các quan hệ.

## Vật quyền
1, Khái niệm: Tài sản hay vật (res) là những vật chất đáp ứng nhu cầu của con người và có ý nghĩa kinh tế - xã hội. Quyền tài sản là quyền yêu cầu chứ không phải là tài sản.
2, Phân loại:
a, Động sản và bất động sản.
- Động sản (res mobiles) là những vật có thể bị di chuyển được trong không gian hoặc bản thân có thể tự di chuyển được mà không ảnh hưởng đến giá trị và suy suyển đặc tính của nó. ví dụ: gia súc, gia cầm.
- Bất động sản (res immobiles) là những vật không thể di chuyển được trong không gian mà không ảnh hưởng đến giá trị và đặc tính sử dụng của vật, bất động sản cơ bản nhất là đất đai và những vật gắn chặt với nó.. Ví dụ: nhà cửa, cây cối.
- , Ý nghĩa của sự phân loại này là: Để xây dựng phương pháp thủ đắc, đối với bất động sản thì việc di dời thì phải tuân theo trình tự luật định và phải có đăng ký quyền sở hữu. Sự phân loại này có ý nghĩa khi xuất hiện quy định super ficies solo cedit, theo đó, tất cả những gì có trên trái đất đều thuộc sở hữu của chủ sở hữu của mãnh đất cho dù chúng thuộc về ai đó.

b, Vật chia được và không chia được
- Vật chia được (res divisible): là những vật khi phân chia thành các phần, các phần ấy không bị giảm giá trị tài sản chung và chức năng sử dụng.
- Vật không chia được là những vật ngược lại khi chia thành các phần thì giá trị của chúng bị ảnh hưởng và suy giảm chức năng sử dụng.
c, Vật tiêu hao và không tiêu hao.
- Vật tiêu hao là vật qua một lần sử dụng bị mất hoặc không giữ được hình dạng, số lượng, đặc tính, công dụng ban đầu.
- Vật không tiêu hao là những vật qua nhiều lần sử về cơ bản không thay đổi về đặc tính, số lượng, công dụng ban đầu.
- ,Ý nghĩa của việc phân chia này: Nhằm xây dựng đối tượng cho các loại hợp đồng, vật tiêu hao không thể là đối tượng trong các quan hệ thuê, mượn.

d, Vật đặt định và vật thay thế:
- Vật đặt định là những vật phân biệt với những vật khác về hình dáng, màu sắc, đặc tính, chức năng, những vật này là những vật ở thể đơn nhất về mặt tự nhiên hay do tính chất vật lý (hòn đá, chiếc cốc, ngôi nhà).
- Vật thay thế là những vật tương tự nhau và hình dạng, màu sắc, đặc tính, công dụng.
- ,Ý nghĩa của sự phân loại: Liên quan đến nghĩa vụ giao tài sản. Đối với những vật đặt định thì phải giao đúng vật đó, còn đối với những vật thay thế, chúng có thể thay thế nhau nhưng với điều kiện cùng chất liệu.
- Khái niệm và phân loại vật quyền:

1, Khái niệm:
- Vật quyền là quyền của một chủ thể bằng hành vi của mình tác động lên tài sản theo ý chí của mình mà không phụ thuộc vào người khác để nhằm thỏa mãn lợi ích của cá nhân mình.
- Trái qưyền là quyền của chủ thể bằng hành vi của người khác để thỏa mãn lợi ích của bản thân mình.
+, Phân loại vật quyền:
- Quyền sở hữu
- Quyền chiếm hữu
- Quyền đối với tài sản của người khác
a, Quyền chiếm hữu:
Chiếm hữu là nắm giữ, chi phối tài sản theo ý chí của mình mà không phụ thuộc vào ý chí người khác.Coi tài sản đó như là của mình. Chiếm hữu bao gồm:
+ Chiếm hữu hợp pháp
+ Chiếm hữu bất hợp pháp.
- Chiếm hữu bất hợp pháp được chia thành:
- Bất hợp pháp ngay tình: Việc chiếm hữu là bất hợp pháp nhưng người chiếm hữu không biết hoặc không thể biết.
- Bất hợp pháp không ngay tình: Việc chiếm hữu là bất hợp pháp, người chiếm hữu biết hoặc buộc phải biết việc chiếm hữu tài sản đó là bất hợp pháp nhưng vẫn có tình chiếm hữu.

b, Quyền đối với tài sản của người khác: 
- Khái niệm: là quyền của chủ thể không phải là chủ sở hữu của tài nhưng có quyền sử dụng và hưởng những lợi ích mà tài sản đó mang lại.
- Phân loại:
+ Quyền dụng ích đất đai (praediorum) đất đai ở đây bao gồm đất nông nghiệp và đất ở, các quyền này bao gồm: quyền có lối đi lại, qyền chăn dắt gia súc đi qua, quyền dẫn nước, thoát nước, quyền được lấy ánh sáng không khí, quyền được lợi dụng nhà của người khác để xây nhà mình, quyền được sử dụng bóng râm của người khác, quyền được sang đất của người khác để thu lượm hoa quả.
+ Quyền dụng ích cá nhân (pesonarum) hay quyền sử dụng tài sản của người khác suốt đời, các bên có thể thỏa thuận một bên có thể sử dụng tài sản cho đến chết, người đó được hưởng hoa lợi, lợi tức do tài sản mang lại nhưng không được để lại thửa kế. Pháp luật cũng quy định một số người không có quyền sở hữu tài sản nhưng có quyền sử dụng tài sản đó cho đến chết.